# Ptilogyna (Plusiomyia) kraussiana
Ptilogyna (Plusiomyia) kraussiana is een tweevleugelige uit de familie langpootmuggen (Tipulidae). De soort komt voor in het Australaziatisch gebied.